# Ioichthys
Ioichthys is een monotypisch geslacht van straalvinnige vissen uit de familie van de hemelkijkers (Opisthoproctidae).

## Soort
- Ioichthys kashkini Parin, 2004